# Ото III фон Оксенщайн
Ото III фон Оксенщайн (на немски: Otto III von Ochsenstein; † между 26 ноември 1289 и март 1290) е граф на Оксенщайн и ландграф в Елзас.
Той е син на Ото II фон Оксенщайн († 27 януари 1241) и съпругата му Агнес († сл. 1217). Внук е на Ото I фон Оксенщайн († сл. 30 ноември 1217) и племенник на Еберхард, господар на Грайфенщайн († 1256), женен за Има фон Ландсберг († сл. 1246). Брат е на Бертолд († сл. 1278) и Конрад II фон Оксенщайн († сл. 1300).

## Фамилия
Ото III фон Оксенщайн се жени сл. 1251 г. за графиня Кунигунда фон Хабсбург († сл. 1290), сестра на крал Рудолф I, вдовица на граф Хайнрих I фон Кюсенберг-Щюлинген († сл. 1251), дъщеря на граф Алберт IV фон Хабсбург 'Мъдрия' († 1240) и графиня Хайлвиг фон Кибург († 1260). Те имат децата:
- Катарина († 20 януари 1315/22 февруари 1324), омъжена I. за граф Емих V фон Лайнинген († 1289), II. на 3 юни 1291 г. за граф Йохан II фон Спонхайм-Щаркенбург († 1340)
- Ото IV фон Оксенщайн (* пр. 1279; † 2 юли 1298 в битката при Гьолхайм), фогт в Елзас, женен пр. 24 юни 1279 г. за Кунигунда фон Лихтенберг († сл. 1310)
- Йоханес (* пр. 1264; † сл. 1332), фрайхер на Оксенщайн
- Зимунт († сл. 1292)
- Аделхайд († 17 май 1314), омъжена I. за граф Берхтолд II фон Щрасберг-Алтрой († 1285), II. на 2 май 1285 г. за маркграф Рудолф II 'Стари' фон Баден († 1291)
- Гуота († сл. 1335), омъжена за Донат фон Фац († 1337/1338)
- Анна († сл. 1285), омъжена сл. 1271 г. за граф Еберхард I фон Катценелнбоген († 1311)
- Маргарета († сл. 1302), омъжена за граф Филип фон Хомбург († 1284)